# Friedrich Fröschle
Friedrich Fröschle (* 29. Dezember 1944 in Stuttgart) ist deutscher Organist und Kirchenmusikdirektor.

## Ausbildung
Seine kirchenmusikalische Ausbildung erhielt Fröschle an der Hochschule für Kirchenmusik in Esslingen und an der Musikhochschule Stuttgart. Fröschle beendete sein Studium mit dem A-Examen für Kirchenmusik und bildete sich danach noch bei namhaften europäischen Organisten weiter.

## Werdegang
Eine erste Anstellung erfolgte in Heidenheim an der Brenz. Fröschle übernahm die Nachfolge von Helmut Bornefeld an der dortigen evangelischen Paulus- und Michaelskirche als Bezirkskantor und nahm gleichzeitig einen Lehrauftrag an der Hochschule für Kirchenmusik Esslingen wahr. Ab 1982 war er Kirchenmusikdirektor an der evangelischen Kirche St. Anna in Augsburg. 1991 wurde er als Nachfolger von Edgar Rabsch zum Ersten Organisten und Kantor ans Ulmer Münster berufen. Diese Position hatte er bis Ende 2009 inne, wobei er sich auch als Dirigent des Motettenchores der Münsterkantorei, des Oratorienchores und weiterer Chöre betätigte. Im Ruhestand ist er weiterhin europaweit als Konzertorganist unterwegs.

## Ehrungen
- 2011: Verdienstkreuz am Bande der Bundesrepublik Deutschland[1]

## Diskografie (Auszug)
- Beim Schall der Posaune. Mit Claude Rippas (Trompete), Armin Rosin (Posaune) und Friedrich Fröschle (Orgel). Hänssler CD 1992.
- Posaune und Orgel. Mit Armin Rosin (Posaune), Friedrich Fröschle (Orgel) und anderen. Hänssler CD 1997.
- Große Orgel im Ulmer Münster. Friedrich Fröschle (Orgel). Werke von Joseph Gabriel Rheinberger, Max Reger, Maurice Duruflé, Gaston Gilbert Litaize und anderen. Hänssler CD 1997.
- Barocke Kostbarkeiten. Bearbeitet und interpretiert von Friedrich Fröschle (Orgel) und Claude Rippas (Trompete), gespielt an der Chororgel Ulmer Münster. Hänssler CD 1999.
- Ulmer Münster – Glocken und Orgeln. Friedrich Fröschle spielt an drei Orgeln. Aufnahme von 2000, CD AGK 12219. Neun Glocken des Münsters läuten einzeln, in Gruppen und im vollen Geläut, dazu sind drei Orgeln des Münsters zu hören.
- Orgel-Wunsch-Konzert im Ulmer Münster. Friedrich Fröschle an der Großen Orgel. Aufnahme von 2003, CD AGK 12223. Die Hauptorgel ist mit 16 Klassikern der Orgelliteratur zu hören.
- „Erschallet Trompeten!“ Festliche Musik aus dem Kloster Roggenburg. Mit Friedrich Fröschle (Orgel), Claude Rippas (Trompete), Johann Konnerth (Trompete). Aufnahmen von 2007, drrb audio production rgb 2007. Werke von Giuseppe Torelli, Jean Philippe Rameau, Georg Philipp Telemann, Georg Friedrich Händel und Johann Sebastian Bach.